# Tasiocera longiana
Tasiocera longiana là một loài ruồi trong họ Limoniidae. Chúng phân bố ở miền Australasia.